# 鉄道車両の愛称
鉄道車両の愛称（てつどうしゃりょうのあいしょう）では、鉄道車両に付けられる愛称について記す。
類似のものとしては、船舶やバス、航空機にも愛称が付けられる場合がある（後述）。

## 概要
鉄道車両においては個々に車両番号が振られ、それらを種類ごとにまとめて整理するために車両形式が設けられているが、それとは別に愛称で呼ばれることがある。
鉄道事業者が、公式に利用者へ親しみを持ってもらうために公募などの方法を用いて定めたものもあるが、中には独自に鉄道ファンなどの間において付けられた愛称がそのまま定着しているものも存在する（営業車両では川島令三が付けた「サニーカー」、非営業車両では「ドクターWEST」など）。
また、鉄道路線・列車（営業用の線路上を走行している鉄道車両）に付けられる愛称と全く同一になっているもの（湘南電車やソニックなど）もあり、誤って混同されているものも存在する。
日本では車輌形式に対して愛称を命名することが多く、個々の車輌番号ごとに愛称を命名する例は明治期の弁慶号やかつてのお座敷列車の客車、保有車輌数の少ない民鉄やケーブルカーの車輌などの例以外あまりないが、ヨーロッパやアメリカでは機関車や寝台車に対して個々の車輌ごとに愛称を命名するのが普通で、イギリスで鉄道草創期に活躍した蒸気機関車であるロコモーション号やロケット号などはその一例である。

## 愛称の例

### 国鉄時代の車両
- キハ55系気動車 - 「日光形気動車」
- キハ80系気動車 - 「はつかり形気動車」（キハ81系）・「白鳥形気動車」（キハ82系）
- 80系電車 - 「湘南形電車」
- 151系電車 - 「こだま形電車」
- 153系電車 - 「東海形電車」（落成当時は「新湘南形電車」とも）
- 157系電車 - 「日光形電車」（冷房改造後は「ひびき形電車」とも）
- 581系・583系電車 - 「月光形電車」
- 20系客車 - 「あさかぜ形客車」
- 100系新幹線 - 「ニュー新幹線」

上記は、最初にその車両を用いて設定された列車名や、その形式を用いて運転された代表列車の名前を取って、鉄道ファンが呼ぶようになったものとされるが、国鉄部内でもよく使用された。485系・キハ58系など、その車両形式を使用して運転される列車が極めて多種に及ぶようになり、代表列車といえるものがないものが多くなったことから、583系辺りを最後にこの呼び方は廃れた。
なお、列車名から取ったものではない愛称として、101系電車が「きんぎょ」の愛称で呼ばれた例があったが、これはオレンジバーミリオンに塗られた車体の見た目から、ビジネス・ガール（BG。現在のOLに相当）がそう呼んだのが起源とされている。

### JR化後
JR発足後初期には「サンライズエクスプレス」や「オーシャンアロー」、「ハイパーサルーン」など、愛称を付した特急形車両が登場した。しかし、次第に優等列車ごとに独自の車両形式が製造されることが増えてきたため、ジョイフルトレインを除けば車両愛称が付されることは少なくなっている。
ただし、国鉄時代とは異なる流れとして、検測用車両や試験用車両にも愛称が付されるようになった点が挙げられる（前者にはEast iやドクターイエロー、ドクター東海。後者にはFASTECH360S・FASTECH360Zなど新幹線の高速試験車やU@techがある）。また、これまで愛称とは無縁であった機関車にも愛称がつくようになり、JR貨物では「桃太郎」を皮切りに多数の愛称付き機関車が誕生した。
国鉄時代から、一般旅客向けのPRではこれらの愛称を用いることが多く、形式名は前面に押し出されなかったが、東海道・山陽新幹線では500系以降形式名を前面に押し出してPRするようになった。

### 私鉄・公営・第三セクター鉄道
私鉄においても、車両独自に愛称が付けられる場合がまま見られるが、JRの場合と同様のケースによるものが多い（東武100系電車の「スペーシア」など）。
また近畿日本鉄道（近鉄）や名古屋鉄道（名鉄）などは優等列車の高頻度運転を行っており、そもそも列車ごとの愛称が存在していないため、代わりに車両の愛称を用いて乗客へのアピールとしているケースもある（「ビスタカー」や「パノラマカー」など）。
地方の私鉄や第三セクター鉄道では、沿線にちなんだものが愛称名として付けられる場合がある。また、日本宝くじ協会からの助成を受けて導入した車両には、「宝くじ号」の表記がなされる。
個々の車両に愛称名が付けられた例としては、わたらせ渓谷鐵道や錦川鉄道の気動車のほか、広島電鉄1900形電車（元京都市電）の各車両ごとに「嵐山」や「銀閣」などの京都の名所や風物などにちなんだ愛称名が付けられた例や、大分交通が所有する気動車の大半に「やまばと」「かわせみ」「ひよどり」「せきれい」などの愛称名を付けた例があるが、この類例は少ない。

#### 形式別車両愛称の例
| 会社名                          | 車両形式 | 愛称                                                           | 備考 | 備考 |
| ------------------------------- | --- | -------------------------------------------------------------- | --- | --- |
| 東武鉄道                        | 100系電車 | スペーシア                                                     | 詳細はスペーシア・ロマンスカー#東武鉄道を参照 | 公募による。 |
| 東武鉄道                        | 1720系電車 | DRC（デラックスロマンスカー）                                  | 詳細はスペーシア・ロマンスカー#東武鉄道を参照 | 1700系電車の車両改修に際して、1720系1700・1710号編成として1720系に編入。 |
| 東武鉄道                        | 1800系電車 | りょうもう                                                     | 使用期間による。伊勢崎線系統急行→特急専用車両の愛称として使用、列車名と車両愛称が同じに扱われる事例。詳細はりょうもうも参照。 | 使用期間による。伊勢崎線系統急行→特急専用車両の愛称として使用、列車名と車両愛称が同じに扱われる事例。詳細はりょうもうも参照。 |
| 東武鉄道                        | 200・250系電車 | りょうもう                                                     | 使用期間による。伊勢崎線系統急行→特急専用車両の愛称として使用、列車名と車両愛称が同じに扱われる事例。詳細はりょうもうも参照。 | 使用期間による。伊勢崎線系統急行→特急専用車両の愛称として使用、列車名と車両愛称が同じに扱われる事例。詳細はりょうもうも参照。 |
| 東武鉄道                        | 634型電車 | スカイツリートレイン                                           | 6050系からの改造車、列車名と車両愛称が同じに扱われる事例。 | 6050系からの改造車、列車名と車両愛称が同じに扱われる事例。 |
| 東武鉄道                        | 500系電車 | Revaty（リバティ）                                             | 特急型車両 | 特急型車両 |
| 西武鉄道                        | 5000系電車 | （初代）レッドアロー                                           | 特急専用車両 | 西武鉄道で運行する特急列車の総称。レッドアローも参照。 |
| 西武鉄道                        | 10000系電車 | NRA（ニューレッドアロー）                                      | 特急専用車両 | 西武鉄道で運行する特急列車の総称。レッドアローも参照。 |
| 西武鉄道                        | 001系電車 | Laview（ラビュー）                                             | 特急専用車両 | 西武鉄道で運行する特急列車の総称。レッドアローも参照。 |
| 西武鉄道                        | 8500系電車 | レオライナー                                                   | 西武山口線専用車両 | 西武山口線専用車両 |
| 西武鉄道                        | 101系電車 | ASカー（オールラウンド・サービスカー）                         | 通勤形車両 | 通勤形車両 |
| 西武鉄道                        | 30000系電車 | スマイルトレイン                                               | 通勤形車両 | 通勤形車両 |
| 京成電鉄                        | 1500形電車・1600形電車・3150形電車（一部）・3200形電車（一部）                                                      | 開運号                                                         | 特急型車両 | 列車名と車両愛称が同じに扱われる事例。 |
| 京成電鉄                        | （初代）AE車 | （初代）スカイライナー                                         | 成田空港連絡特急列車の愛称→列車種別へ スカイライナーを参照。 | 成田空港連絡特急列車の愛称→列車種別へ スカイライナーを参照。 |
| 京成電鉄                        | AE100形電車 | ニュースカイライナー                                           | 成田空港連絡特急列車の愛称→列車種別へ スカイライナーを参照。 | 成田空港連絡特急列車の愛称→列車種別へ スカイライナーを参照。 |
| 京成電鉄                        | （2代目）AE形電車                                                                                                   | 新型スカイライナー                                             | 成田空港連絡特急列車の愛称→列車種別へ スカイライナーを参照。 | 成田空港連絡特急列車の愛称→列車種別へ スカイライナーを参照。 |
| 京王帝都電鉄→京王電鉄           | 2010系電車以前の緑一色塗装車両                                                                                      | グリーン車                                                     | 京王における緑一色塗装車の公式な総称。 詳細はグリーン車を参照。 | 京王における緑一色塗装車の公式な総称。 詳細はグリーン車を参照。 |
| 京王帝都電鉄→京王電鉄           | 3000系電車 | ステンプラカー                                                 | 前面上部にFRPを使用したオールステンレスカーであることからこの愛称がつけられた。 | 前面上部にFRPを使用したオールステンレスカーであることからこの愛称がつけられた。 |
| 京王帝都電鉄→京王電鉄           | クヤ900形電車 | DAX                                                            | 架線・軌道検測車としての愛称。 | 架線・軌道検測車としての愛称。 |
| 小田急電鉄                      | （初代）3000形電車                                                                                                  | SE（スーパーエクスプレス）→SSE（ショートスーパーエクスプレス） | 小田急ロマンスカーを参照。 特急形車両にのみ愛称を与えている | 「SSE」は「あさぎり」充当に伴う短編成改造時より使用。 |
| 小田急電鉄                      | 3100形電車 | NSE（ニュースーパーエクスプレス）                              | 小田急ロマンスカーを参照。 特急形車両にのみ愛称を与えている | |
| 小田急電鉄                      | 7000形電車 | LSE（ラグジュアリースーパーエクスプレス）                      | 小田急ロマンスカーを参照。 特急形車両にのみ愛称を与えている | |
| 小田急電鉄                      | 10000形電車 | HiSE（ハイスーパーエクスプレス）                               | 小田急ロマンスカーを参照。 特急形車両にのみ愛称を与えている | |
| 小田急電鉄                      | 20000形電車 | RSE（リゾートスーパーエクスプレス）                            | 小田急ロマンスカーを参照。 特急形車両にのみ愛称を与えている | |
| 小田急電鉄                      | 30000形電車 | EXE（エクセレントエクスプレス）→EXEα（エクセ・アルファ）       | 小田急ロマンスカーを参照。 特急形車両にのみ愛称を与えている | リニューアル車は「EXEα」に改称される |
| 小田急電鉄                      | 50000形電車 | VSE（ヴォールトスーパーエクスプレス）                          | 小田急ロマンスカーを参照。 特急形車両にのみ愛称を与えている | |
| 小田急電鉄                      | 60000形電車 | MSE（マルチスーパーエクスプレス）                              | 小田急ロマンスカーを参照。 特急形車両にのみ愛称を与えている | |
| 小田急電鉄                      | 70000形電車 | GSE（グレースフルスーパーエクスプレス）                        | 小田急ロマンスカーを参照。 特急形車両にのみ愛称を与えている | |
| 小田急電鉄                      | 2400形電車 | HE（ハイ・エコノミカル）車                                     | 通勤形車両 | 通勤形車両 |
| 小田急電鉄                      | 2600形電車 | NHE（ニュー・ハイ・エコノミカル）車                            | 通勤形車両 | 通勤形車両 |
| 小田急電鉄                      | クヤ31形検測電車 | TECHNO-INSPECTOR（テクノ・インスペクター）                     | 架線・軌道検測車としての愛称。 | 架線・軌道検測車としての愛称。 |
| 東京急行電鉄→東急電鉄           | （初代）5000系電車                                                                                                  | 青ガエル                                                       | | |
| 東京急行電鉄→東急電鉄           | 5200系電車 | 湯たんぽ→ステンレスガエル                                      | 初代6000系の登場後は「ステンレスガエル」と呼ばれることが多くなった。 | 初代6000系の登場後は「ステンレスガエル」と呼ばれることが多くなった。 |
| 東京急行電鉄→東急電鉄           | （初代）6000系電車                                                                                                  | 湯たんぽ                                                       | | |
| 東京急行電鉄→東急電鉄           | 7500系電車 | TOQ i（トーク・アイ）                                          | 電気検測車としての愛称。 | 電気検測車としての愛称。 |
| 京浜急行電鉄                    | （2代目）1000形電車（一部）                                                                                         | Le Ciel（ル・シエル）                                          | デュアルシート車両である1890番台のみ。 | デュアルシート車両である1890番台のみ。 |
| 京浜急行電鉄                    | （3代目）600形電車                                                                                                  | ツイングル600                                                  | 独自の座席配置から。ただし、同形式には4次車以降一般のクロスシートとなり、在来車も固定されたため、2002年以降用いられていない。なお、2005年よりロングシート化された。                                                                              | 独自の座席配置から。ただし、同形式には4次車以降一般のクロスシートとなり、在来車も固定されたため、2002年以降用いられていない。なお、2005年よりロングシート化された。                                                                                       |
| 帝都高速度交通営団              | 3000系電車 | マッコウクジラ                                                 | 現役最末期に外部より付与 | 現役最末期に外部より付与 |
| 帝都高速度交通営団              | 05系電車（一部） | アルミ・リサイクルカー                                         | 第24編成のみ。同編成は廃車となった5000系アルミ車のうちの1両のアルミ車体からリサイクルされたアルミ製の部品を一部箇所に使用。 | 第24編成のみ。同編成は廃車となった5000系アルミ車のうちの1両のアルミ車体からリサイクルされたアルミ製の部品を一部箇所に使用。 |
| 名古屋鉄道                      | 7000系・7500系電車                                                                                                  | パノラマカー                                                   | 詳細はパノラマカーの定義を参照 | |
| 名古屋鉄道                      | 7300系・7700系・7100系電車                                                                                          | セミパノラマカー                                               | 詳細はパノラマカーの定義を参照 | 7300系は機器流用の吊り掛け駆動車両 |
| 名古屋鉄道                      | 8800系電車 | パノラマDX                                                     | 詳細はパノラマカーの定義を参照 | |
| 名古屋鉄道                      | 1000系・1200系・1600系電車                                                                                          | パノラマSuper                                                  | 詳細はパノラマカーの定義を参照 | 1600系は一部の先頭車が廃車されたが残りは1700系に改番の上で新造車の2300系と混成編成を組んだ。 1000系単独編成は全車廃車。 1200系との混成編成は更新工事時に車両番号を変えずに1200系に編入され1200系1000番台に形式変更。 改番後の1700系では愛称が廃止された。 |
| 名古屋鉄道                      | 2000系電車 | ミュースカイ                                                   | 名鉄空港線直通特急列車専用車両 | 名鉄空港線直通特急列車専用車両 |
| 近畿日本鉄道                    | 10000系電車 | ビスタカーI世（旧ビスタカー）                                  | ビスタカーを参照 | |
| 近畿日本鉄道                    | 10100系電車 | ビスタカーII世（新ビスタカー）                                 | ビスタカーを参照 | |
| 近畿日本鉄道                    | 30000系電車 | ビスタカーIII世（ニュービスタカー）→ビスタEX                   | ビスタカーを参照 | 改修により「ビスタEX」に変更。 |
| 近畿日本鉄道                    | 10400系電車・11400系電車                                                                                            | エースカー                                                     | 10400系は旧エースカー、11400系は新エースカーと称される。 詳細はエースカーを参照。 | 10400系は旧エースカー、11400系は新エースカーと称される。 詳細はエースカーを参照。 |
| 近畿日本鉄道                    | 18200系電車 | ミニエースカー                                                 | 10400系は旧エースカー、11400系は新エースカーと称される。 詳細はエースカーを参照。 | 10400系は旧エースカー、11400系は新エースカーと称される。 詳細はエースカーを参照。 |
| 近畿日本鉄道                    | 12000系・12200系電車                                                                                                | スナックカー                                                   | 詳細はスナックカーを参照。 | 詳細はスナックカーを参照。 |
| 近畿日本鉄道                    | 18400系電車 | ミニスナックカー                                               | 詳細はスナックカーを参照。 | 詳細はスナックカーを参照。 |
| 近畿日本鉄道                    | 12400系・12410系・12600系電車                                                                                       | サニーカー                                                     | 鉄道アナリストの川島令三による命名。 | 鉄道アナリストの川島令三による命名。 |
| 近畿日本鉄道                    | 15400系電車 | かぎろひ                                                       | クラブツーリズムのツアー専用車両としての愛称。 | クラブツーリズムのツアー専用車両としての愛称。 |
| 近畿日本鉄道                    | 18200系電車 | あおぞらII                                                     | 団体専用車両としての愛称。 | 団体専用車両としての愛称。 |
| 近畿日本鉄道                    | 15200系電車 | 新あおぞらII                                                   | 団体専用車両としての愛称。 | 団体専用車両としての愛称。 |
| 近畿日本鉄道                    | 20000系電車 | 楽                                                             | 2階建て電車 ビスタカーも参照 | 団体専用車両 |
| 近畿日本鉄道                    | 20100系電車 | あおぞら                                                       | 2階建て電車 ビスタカーも参照 | 団体・修学旅行専用電車 |
| 近畿日本鉄道                    | 21000系電車 | アーバンライナー→アーバンライナーplus                          | 特急形車両 | 改修により「アーバンライナーplus」に変更。 |
| 近畿日本鉄道                    | 21020系電車 | アーバンライナーnext                                           | 特急形車両 | |
| 近畿日本鉄道                    | 22000系・16400系電車                                                                                                | ACE                                                            | 特急形車両 | 命名元は10400系・11400系「エースカー」から 22000系・16400系は「エーシーイー」と読むが、22600系・16600系は「エース」と読む。 |
| 近畿日本鉄道                    | 22600系・16600系電車                                                                                                | Ace                                                            | 特急形車両 | 命名元は10400系・11400系「エースカー」から 22000系・16400系は「エーシーイー」と読むが、22600系・16600系は「エース」と読む。 |
| 近畿日本鉄道                    | 23000系電車 | 伊勢志摩ライナー                                               | 特急形車両 | |
| 近畿日本鉄道                    | 26000系電車 | さくらライナー                                                 | 特急形車両 | |
| 近畿日本鉄道                    | 50000系電車 | しまかぜ                                                       | 特急形車両 | |
| 近畿日本鉄道                    | 80000系電車 | ひのとり                                                       | 特急形車両 | |
| 近畿日本鉄道                    | 16200系電車 | 青の交響曲                                                     | 特急形車両 | 6200系からの改造車 |
| 近畿日本鉄道                    | 19200系電車 | あをによし                                                     | 特急形車両 | 12200系からの改造車 |
| 近畿日本鉄道                    | 6800系・6900系・6000系電車                                                                                          | ラビットカー                                                   | 通勤形車両 | 近鉄が特定の車両形式に対して初めて名付けた愛称。 日本初の本格的な高加減速車両に与えた愛称。 6900系は新造から短期間で改番の上で6000系に編入。 詳細はラビットカーを参照。                                                                                   |
| 近畿日本鉄道                    | 1600系電車 | 名古屋ラビット                                                 | 通勤形車両 | 名古屋線に初めて投入した4扉車両。 その後一部車両が養老線に転属し、さらに養老鉄道600系となった際に改めて別愛称の「センロク」を付与した。 一方で前年新造のほぼ同形態の車両である大阪線1470系には愛称は付与されていない。                                    |
| 近畿日本鉄道                    | 7000系電車 | スーパー・エレクトロニック・コミューター                       | 通勤形車両 | 第三軌条車両 |
| 近畿日本鉄道                    | 2610系（一部）・2800系（一部）・5800系・5820系・8A系電車                                                            | L/Cカー                                                        | 通勤形車両 | L/Cカーを参照。 |
| 近畿日本鉄道                    | 3220系・9020系・9820系・6820系・5820系電車                                                                          | シリーズ21                                                     | 通勤形車両 | シリーズ21を参照。 |
| 近畿日本鉄道                    | 2013系電車 | つどい                                                         | 伊勢と志摩とを結ぶ観光列車としての愛称。 | 伊勢と志摩とを結ぶ観光列車としての愛称。 |
| 近畿日本鉄道                    | モワ24系電車 | はかるくん                                                     | 電気検測車としての愛称。 | 電気検測車としての愛称。 |
| 南海電気鉄道                    | 2300系電車 | ズームカー                                                     | 通勤形車両 | 編成個別にも愛称があり、第1編成は「さくら」、第2編成は「はなみずき」、第3編成は「しゃくなげ」、第4編成は「コスモス」と命名されている。 |
| 南海電気鉄道                    | 21000系・22000系・2000系電車                                                                                        | ズームカー                                                     | 通勤形車両 | 車種の特徴により通称が分かれる。 詳細はズームカー#車両群を参照。 |
| 南海電気鉄道                    | 20000系電車 | デラックスズームカー                                           | 特急形車両 | 車種の特徴により通称が分かれる。 詳細はズームカー#車両群を参照。 |
| 南海電気鉄道                    | 20000系電車 | こうや                                                         | 南海高野線系統特急列車の愛称 | 列車名と車両愛称が同じに扱われる事例。 |
| 南海電気鉄道                    | 30000系・31000系電車                                                                                                | こうや                                                         | 南海高野線系統特急列車の愛称 | 列車名と車両愛称が同じに扱われる事例。 |
| 南海電気鉄道                    | こうや・りんかん |                                                                | 南海高野線系統特急列車の愛称 | 列車名と車両愛称が同じに扱われる事例。 |
| 南海電気鉄道                    | 50000系電車 | ラピート                                                       | 南海空港線直通特急列車の愛称 高野線に貸し出して泉北ライナーで運用する場合あり。 | 列車名と車両愛称が同じに扱われる事例。 |
| 南海電気鉄道                    | 10000系電車 | サザン                                                         | 南海本線特急列車のうち、座席指定席車両連結列車の愛称 | 列車名と車両愛称が同じに扱われる事例。 |
| 南海電気鉄道                    | 12000系電車 | サザン                                                         | 南海本線特急列車のうち、座席指定席車両連結列車の愛称 | 列車名と車両愛称が同じに扱われる事例。 |
| 南海電気鉄道                    | サザン・プレミアム                                                                                                  | 高野線に貸し出して泉北ライナーで運用する場合あり。             | 南海本線特急列車のうち、座席指定席車両連結列車の愛称 | |
| 南海電気鉄道                    | 11000系電車 | りんかん→泉北ライナー                                          | 泉北高速鉄道線直通特急列車の愛称 | 30000系・31000系の代走により「りんかん」で運用する場合あり。 |
| 南海電気鉄道                    | モハ2208形・2258形電車                                                                                              | 天空                                                           | 観光列車用車両 | 列車名と車両愛称が同じに扱われる事例。 |
| 京阪電気鉄道                    | 60形電車 | びわこ号                                                       | 路面線直通用車両 | 日本最初の連接車。 使用列車にちなむ。 |
| 京阪電気鉄道                    | 5000系電車 | 三つ五郎                                                       | 通勤形車両 | 日本最初の5扉車。 |
| 京阪電気鉄道                    | （3代目）1000系・2200系・2400系・5000系・6000系・7000系・7200系・9000系・10000系・13000系電車                       | シティ・コミューター                                           | 通勤形車両 | 13000系は就役当初から、他は新シンボルマークとスローガン導入後に使用。 |
| 京阪電気鉄道                    | （2代目）3000系電車                                                                                                 | コンフォート・サルーン                                         | 快速急行用車両 | |
| 京阪電気鉄道                    | 2000系電車 | スーパーカー                                                   | 高加減速車両に与えた愛称。 | 1950年代後半頃の関西大手私鉄では、このような車両の特徴に基づいた通称を愛称としたものが多い。 |
| 京阪電気鉄道                    | 80形電車 | 京津線スーパーカー                                             | 路面線車両 | 1950年代後半頃の関西大手私鉄では、このような車両の特徴に基づいた通称を愛称としたものが多い。 |
| 京阪電気鉄道                    | （初代）1800系・1810系・1900系・（初代）3000系電車→8000系電車（30番台）                                             | テレビカー                                                     | 詳細はテレビカーを参照、京阪線特急列車のサービスの一環としてテレビが設置された車両を指す。 8000系デビュー当初は「エレガン都エクスプレス」の愛称が与えられていた。 改修時にテレビが撤去され「エレガント・サルーン」の愛称に変更（30番台を除く）。 | 1950年代後半頃の関西大手私鉄では、このような車両の特徴に基づいた通称を愛称としたものが多い。 |
| 京阪電気鉄道                    | 8000系電車 | テレビカー→エレガント・サルーン                                | 詳細はテレビカーを参照、京阪線特急列車のサービスの一環としてテレビが設置された車両を指す。 8000系デビュー当初は「エレガン都エクスプレス」の愛称が与えられていた。 改修時にテレビが撤去され「エレガント・サルーン」の愛称に変更（30番台を除く）。 | 1950年代後半頃の関西大手私鉄では、このような車両の特徴に基づいた通称を愛称としたものが多い。 |
| 京阪神急行電鉄→阪急電鉄         | 2000系・2100系・2300系・2800系電車                                                                                  | オートカー                                                     | 「人工頭脳電車」とも。 | 1950年代後半頃の関西大手私鉄では、このような車両の特徴に基づいた通称を愛称としたものが多い。 |
| 京阪神急行電鉄→阪急電鉄         | 6300系電車（一部）                                                                                                  | 京とれいん                                                     | 観光列車用車両 | 列車名と車両愛称が同じに扱われる事例。 |
| 京阪神急行電鉄→阪急電鉄         | 7000系電車（一部）                                                                                                  | 京とれいん 雅洛                                                | 観光列車用車両 | 列車名と車両愛称が同じに扱われる事例。 |
| 阪神電気鉄道                    | 1001形電車 | センコウ（千公）                                               | 各駅停車用車両 | 形式名にちなむ。 |
| 阪神電気鉄道                    | （初代）5001形・5101形・5201形・5231形・5151形・5261形・5311形・（2代目）5001形・5131形・5331形・5500系・5550系電車 | ジェットカー                                                   | 各駅停車用車両 | 1950年代後半頃の関西大手私鉄では、このような車両の特徴に基づいた通称を愛称としたものが多い。 |
| 阪神電気鉄道                    | 5201形電車（セミステンレス車）                                                                                      | ジェットシルバー                                               | 各駅停車用車両 | 1950年代後半頃の関西大手私鉄では、このような車両の特徴に基づいた通称を愛称としたものが多い。 |
| 阪神電気鉄道                    | 5700系電車 | ジェット・シルバー5700                                         | 各駅停車用車両 | 1950年代後半頃の関西大手私鉄では、このような車両の特徴に基づいた通称を愛称としたものが多い。 |
| 札幌市交通局                    | A1200形電車 | ポラリス                                                       | 路面電車車両 | 公募による。 |
| 札幌市交通局                    | 1100形電車 | シリウス                                                       | 路面電車車両 | 公募による。 |
| 函館市交通局                    | 9600形電車 | らっくる号                                                     | 路面電車車両 | |
| 函館市交通局                    | 3000形電車 | マリンブルー号                                                 | 路面電車車両 | 公募による。 |
| 津軽鉄道                        | 津軽21形気動車 | 走れメロス                                                     | 沿線出身の作家である太宰治の作品名から | 地方の私鉄や第三セクター鉄道では、沿線にちなんだものを車両の愛称名にする例がある。 |
| 由利高原鉄道                    | YR-1000形・YR-1500形・YR-2000形                                                                                     | おばこ                                                         | 東北方言で少女・娘を表す | 地方の私鉄や第三セクター鉄道では、沿線にちなんだものを車両の愛称名にする例がある。 |
| 住宅・都市整備公団              | 9100型電車 | C-Flyer                                                        | 通勤型車両 | 北総鉄道が運用。 |
| 千葉都市モノレール              | 0形電車 | URBAN FLYER                                                    | 懸垂式モノレール車両 | 懸垂式モノレール車両 |
| 銚子電気鉄道                    | 22000形電車 | シニアモーターカー                                             | 通勤型車両 | |
| 東京都交通局                    | （都電）5500形電車                                                                                                  | PCCカー                                                        | 路面電車車両 | 日本初のPCCカーであることから命名。 |
| 東京都交通局                    | （都電）6000形電車                                                                                                  | 一球さん                                                       | 路面電車車両 | 最末期に前照灯が丸形1灯であることから命名。 |
| 北越急行                        | 681系2000番台・683系8000番台電車                                                                                    | スノーラビットエクスプレス                                     | 特急「はくたか」に使用される車両のうち、北越急行所有のものの愛称 | 在来線特急「はくたか」廃止後にJR西日本へ譲渡。 |
| 北越急行                        | HK100形電車（8・9号車）                                                                                             | ほしぞら→ゆめぞらII                                            | トンネル内での映像上映ができる車両 | 公募による |
| 北越急行                        | HK100形100番台電車                                                                                                  | ゆめぞら                                                       | トンネル内での映像上映ができる車両 | 公募による |
| 長野電鉄                        | 0系・10系電車 | OSカー                                                         | 通勤型車両 | Officemen & Students Carの略。通勤通学用として開発されたことに由来する。0系は4扉車、10系は3扉車。 |
| 長野電鉄                        | 1000系電車 | ゆけむり                                                       | 特急形車両 | 「ゆけむり」「スノーモンキー」とも愛称は公募による。両者とも列車愛称としても使用されている。列車名と車両愛称が同じに扱われる事例。 |
| 長野電鉄                        | 2100系電車 | スノーモンキー                                                 | 特急形車両 | 「ゆけむり」「スノーモンキー」とも愛称は公募による。両者とも列車愛称としても使用されている。列車名と車両愛称が同じに扱われる事例。 |
| 万葉線                          | MLRV1000形電車 | アイトラム                                                     | 路面電車車両 | 公募による。 |
| 富山ライトレール → 富山地方鉄道 | TLR0600形電車 | ポートラム                                                     | 路面電車車両 | 公募による。 |
| 富山地方鉄道                    | 16010系電車（一部）                                                                                                 | アルプスエキスプレス                                           | 特急形車両 | 列車名と車両愛称が同じに扱われる事例。 |
| 富山地方鉄道                    | 20020系電車 | キャニオンエキスプレス                                         | 特急形車両 | 列車名と車両愛称が同じに扱われる事例。 |
| 富山地方鉄道                    | 10030系電車（一部）                                                                                                 | ダブルデッカーエキスプレス                                     | 特急形車両 | 列車名と車両愛称が同じに扱われる事例。 |
| 富山地方鉄道                    | 9000形電車 | セントラム                                                     | 路面電車車両 | |
| 富山地方鉄道                    | T100形電車 | サントラム                                                     | 路面電車車両 | |
| 北陸鉄道                        | 6000系電車 | くたに                                                         | 転換クロスシートを備えた高性能車 | 転換クロスシートを備えた高性能車 |
| 北陸鉄道                        | 6010系電車 | しらさぎ                                                       | 日本2例目のオールアルミカー | 日本2例目のオールアルミカー |
| 福井鉄道                        | F1000形電車 | FUKURAM                                                        | 路面電車車両 | 公募による。 |
| 福井鉄道                        | F2000形電車 | FUKURAM Liner                                                  | 路面電車車両 | |
| 福井鉄道                        | F10形電車 | レトラム                                                       | 路面電車車両 | 元土佐電気鉄道735形。公募による。 |
| えちぜん鉄道                    | L形電車 | ki-bo（キーボ）                                                | 路面電車車両 | |
| 伊豆急行                        | 100系電車（食堂車のサシ191形のみ）                                                                                  | スコール・カー                                                 | 私鉄では数少ない全室食堂車。 | 私鉄では数少ない全室食堂車。 |
| 伊豆急行                        | 2100系電車 | リゾート21、アルファリゾート21、リゾート21EX                   | 第1～3編成が「リゾート21」、第4編成が「リゾート21EX」、第5編成が「アルファリゾート21」。 | 第1～3編成が「リゾート21」、第4編成が「リゾート21EX」、第5編成が「アルファリゾート21」。 |
| 静岡鉄道                        | A3000形電車 | Shizuoka Rainbow Trains                                        | 通勤形電車 | 全12編成のうち7編成が静岡市にちなんだ7つの色に塗装され、この愛称を与えられている。 |
| 豊橋鉄道                        | 1800系電車 | 渥美線カラフルトレイン                                         | 通勤形電車 | 10編成全車がそれぞれ異なる花のラッピング装飾と塗色を施され、花に因む愛称がつけられている。 |
| 豊橋鉄道                        | T1000形電車 | ほっトラム                                                     | 路面電車車両 | 東三河地区を表す「穂の国」と「ほっ」と和むイメージ、そこに路面電車を意味する英語「トラム （Tram） 」を掛け合わせた造語。 |
| 養老鉄道                        | 600系電車（一部）                                                                                                   | センロク                                                       | 600系の一部が元近鉄1600系であることにちなむ愛称。 近鉄時代の「名古屋ラビット」とは異なる愛称を養老鉄道側が新たに付与。 | 600系の一部が元近鉄1600系であることにちなむ愛称。 近鉄時代の「名古屋ラビット」とは異なる愛称を養老鉄道側が新たに付与。 |
| 叡山電鉄                        | 900系電車 | きらら                                                         | 沿線の比叡山に通じる道「雲母坂（きららざか）」などから | 地方の私鉄や第三セクター鉄道では、沿線にちなんだ物を車両の愛称名にする例がある。 |
| 能勢電鉄                        | 7200系電車（一部）                                                                                                  | 茜音（あかね・7210F）、藍彩（あい・7211F）                     | 山下 - 妙見口間の折り返し運転に使用される2両編成の2本に命名された。 | 山下 - 妙見口間の折り返し運転に使用される2両編成の2本に命名された。 |
| 北近畿タンゴ鉄道                | KTR001形気動車 | タンゴエクスプローラー                                         | リゾート特急用車両 | 過去には列車名としても使用されていた。詳細はタンゴエクスプローラーおよびタンゴディスカバリーを参照。KTR8000形は改修時に「丹後の海」の愛称に変更。 |
| 北近畿タンゴ鉄道                | KTR8000形気動車 | タンゴディスカバリー→丹後の海                                  | 特急形車両 | 過去には列車名としても使用されていた。詳細はタンゴエクスプローラーおよびタンゴディスカバリーを参照。KTR8000形は改修時に「丹後の海」の愛称に変更。 |
| 大阪市交通局                    | 3000形・3001形電車                                                                                                  | 無音電車                                                       | 路面電車車両 | 「音無し電車」や「静かなる電車」とも称する。 |
| 大阪市交通局                    | 7000形・8000形・30系電車                                                                                            | シルバー・カー                                                 | 地下鉄車両 | 30系にはアルミ車両とセミステンレス車両とが存在、7000形・8000形はセミステンレス車両のみ。わずか2年で30系に編入。 |
| 阪堺電気軌道                    | 1001形電車 | 堺トラム                                                       | 路面電車車両 | 編成個別にも愛称があり、第1編成は「茶ちゃ」、第2編成は「紫おん」、第3編成は「青らん」と命名されている。 |
| 北大阪急行電鉄                  | 8000形電車 | ポールスター                                                   | 通勤型車両 | 通勤型車両 |
| 北大阪急行電鉄                  | 9000形電車 | ポールスターII                                                 | 通勤型車両 | 通勤型車両 |
| 泉北高速鉄道                    | 12000系電車 | 泉北ライナー                                                   | 特急形車両 | 列車名と車両愛称が同じに扱われる事例。 |
| 岡山電気軌道                    | 9200形電車 | MOMO（第1編成）、MOMO2（第2編成）                              | 路面電車車両 | 公募による。 |
| 下津井電鉄                      | モハ2000系電車 | メリーベル                                                     | ナローゲージ用車両 | |
| 広島電鉄                        | 3100形電車・3500形電車・3700形電車・3800形電車・3900形電車                                                          | ぐりーんらいなー                                               | 路面電車車両 | |
| 広島電鉄                        | 3950形電車 | Green Liner                                                    | 路面電車車両 | |
| 広島電鉄                        | 5000形電車 | GREEN MOVER                                                    | 路面電車車両 | |
| 広島電鉄                        | 5100形電車 | Green mover max                                                | 路面電車車両 | |
| 広島電鉄                        | 5200形電車 | Green Mover APEX                                               | 路面電車車両 | |
| 広島電鉄                        | （2代目）1000形電車                                                                                                 | PICCOLO（1001）、PICCOLA（1002）、GREEN MOVER LEX（1003-）     | 路面電車車両 | 1001・1002は「開業100周年記念車両」との位置づけから、開業当時の初代100形をイメージした「アニバーサリー・レッド」と称する葡萄色系の塗色で、2両の色調は若干異なる。1003以降の愛称の「LEX」は「Light Excursion（小旅行）」に由来する造語。                   |
| 土佐電気鉄道→とさでん交通       | （3代目）100形電車                                                                                                  | ハートラム                                                     | 路面電車車両 | |
| 土佐電気鉄道→とさでん交通       | 3000形電車 | ハートラムII                                                   | 路面電車車両 | |
| 筑豊電気鉄道                    | 2000形電車 | レインボー電車                                                 | 路面電車車両 | 7編成全車がそれぞれ虹を構成する7色（紫・藍・青・緑・黄・橙・赤）に塗装され、この愛称を与えられた。 |
| 熊本市交通局                    | 0800形電車（0803ABのみ）                                                                                            | COCORO                                                         | 路面電車車両 | |
| 鹿児島市交通局                  | 1000形電車 | ユートラム                                                     | 路面電車車両 | 公募による。 |
| 鹿児島市交通局                  | 7000形電車 | ユートラムII                                                   | 路面電車車両 | |
| 鹿児島市交通局                  | 7500形電車 | ユートラムIII                                                  | 路面電車車両 | |
| 鹿児島市交通局                  | （2代目）100形電車                                                                                                  | かごでん                                                       | 路面電車車両 | 観光電車用 |
| 鹿児島市交通局                  | 600形電車（一部）                                                                                                   | カフェトラムカゴシマC6                                         | 路面電車車両 | 貸切専用車両 |
| 鹿児島市交通局                  | 9500形電車（一部）                                                                                                  | NexTram KIRIKO                                                 | 路面電車車両 | |

### イタリアの例
良く知られているものの一つに挙げられるのはイタリアのETR300型電車のセッテベロ (Settebello) である。これは7両編成の電車の愛称で、「ダイヤの7」を意味しトランプゲームの役にもなっている。この電車の愛称がそのまま、列車名にも採用された例でもある。他にETR250型はアレッチーノという愛称が付いている。またETR450型電車を初めとする振り子装置付の電車はペンドリーノという愛称が付いている。

## その他
鉄道車両ではないが、船舶には愛称を兼ねた船名（「○○丸」や「クイーンエリザベス二世」など）が付けられる場合がほとんどである。バス（特に貸切バス）や航空機にも、個々の車体・機体に愛称が付けられる場合がある。